# Чибиана ди Кадоре
Чибиа̀на ди Кадо̀ре (на италиански: Cibiana di Cadore; на венециански: Žubiana, Жубиана) е село и община в Северна Италия, провинция Белуно, регион Венето. Разположено е на 985 m надморска височина. Населението на общината е 408 души (към 2014 г.).